# Stefan Liv

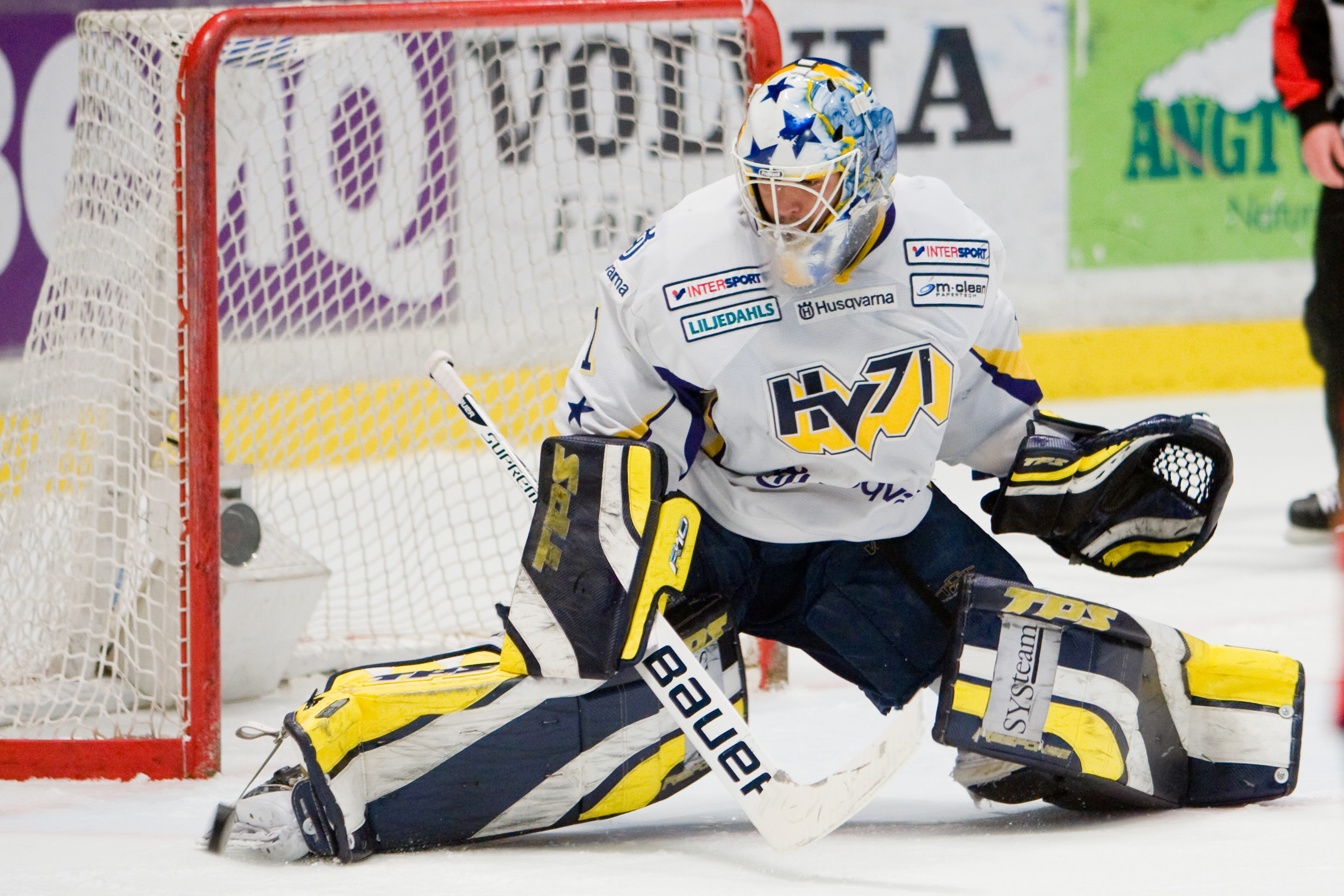
Stefan Liv i HV71:s matchställ.

Stefan Daniel Patryk Liv, född 21 december 1980 i Gdynia, Polen, död 7 september 2011 i en flygplansolycka nära Jaroslavl i Ryssland, var en svensk ishockeymålvakt. Han växte upp i Norrahammar, söder om Jönköping och var vid sin död folkbokförd i Jönköping men bosatt i Jaroslavl.
Liv föddes i Gdynia i Polen men lämnades till ett barnhem i Gdańsk och blev senare adopterad av en svensk familj när han var nästan två år gammal. Han hette då Patryk Śliz, av vilket han behöll förnamnet som tredje förnamn.
Under karriären representerade han bland annat HV71 och det svenska landslaget. Inför säsongen 2011/2012 skrev Liv kontrakt med Lokomotiv Jaroslavl i KHL. Han hann aldrig spela någon ligamatch med klubben före flygolyckan i Jaroslavl 2011, där lagets alla spelare ombord omkom, inklusive Stefan Liv. Sedan den 2 augusti 2013 är en gata i Jönköping, "Stefan Livs gata", namngiven efter honom. Liv var gift med Anna Liv och de hade barnen Herman och Harry tillsammans.
Livs äldste son, Herman Liv, är ishockeyspelare, i Örebro HK.

## Spelarkarriär
Liv fostrades i Norrahammarklubben HC Dalen innan han värvades till Jönköpingsklubben HV71. Liv var under nio säsonger förstemålvakt i elitserieklubben HV71 och var en meriterad landslagsmålvakt – 22 december 2005 blev han uttagen till svenska landslaget i 2006 års olympiska turnering i Turin. Liv bar plockhandsken på vänster hand. Han var smidig, hade rappa sidledsförflyttningar och var bra på att ta skott från nära håll. Han hade en något okonventionell stil som vissa jämförde med Dominik Hašeks.
Liv spelade sin första hela (mest istid) elitseriematch den 18 januari 2000 i en hemmamatch mot Luleå HF som HV71 vann med 4–1. Han debuterade för svenska landslaget 9 november år 2000 i Jönköping mot Tjeckien, där Sverige vann med 4–1. Han draftades i NHL-draften 2000 av Detroit Red Wings som deras 4:e val, 102:a totalt.
Stefan Liv gjorde sin 200:e elitseriematch borta mot Timrå IK 15 november 2003.
Finalserien mot Färjestad säsongen 2003/2004 var anmärkningsvärd för Stefan Liv, då han höll nollan i alla de fyra matcher som HV 71 vann för att ta SM-guldet (HV 71 vann finalserien mot Färjestad med 4–3 i matcher). Dessutom höll han nollan även i den sista semifinalen mot Frölunda, då HV säkrade finalplatsen genom att vinna med 1–0 i sudden death efter ett mål av Per-Åge Skröder.
I maj 2006 skrev Liv kontrakt med Detroit Red Wings men spelade säsongen 2006/2007 för Red Wings farmarlag Grand Rapids Griffins i AHL. Han kallades upp till NHL-klubben 17 november 2006 och fick vara andremålvakt i ett par NHL-matcher. Den 26 november 2006 var han tillbaka i Grand Rapids och spelade mot Houston Aeros. Två dagar senare flyttades Liv till Toledo Storm i ECHL när Grand Rapids kallade upp målvakten Logan Koopmans. Senare återkallades han till Grand Rapids med vilka han avslutade säsongen 2006/2007.
Tillsammans med Henrik Zetterberg, Kenny Jönsson, Jörgen Jönsson, Ronnie Sundin, Niklas Kronwall, Mika Hannula och Mikael Samuelsson blev Stefan Liv de första spelarna att vinna OS-guld och VM-guld samma säsong (2006). Därmed är han den ende målvakt som lyckats med bedriften.
Efter en säsong med Detroit Red Wings organisation med mest spel för Grand Rapids Griffins i AHL skrev Liv ett treårskontrakt med sin forna svenska klubb HV71. Under säsongen 2006/2007 spelade han 34 AHL-matcher och hade en räddningsprocent på 89,5.
Den 27 december 2009 blev Liv uttagen till svenska landslagets trupp till 2010 års olympiska turnering i Vancouver.
Liv spelade säsongen 2010/2011 i ishockeylaget HK Sibir Novosibirsk i ryska KHL, en debutsäsong som slutade med att han blev uttagen i KHL:s All star-lag.

## Död
Liv var den 7 september 2011 ombord på ett passagerarflygplan som kraschade i staden Jaroslavl klockan 16:05 MSK under en flygning mellan Tunosjna-flygplatsen (IAR) och Minsk-1-flygplatsen (MHP). Hans lag Lokomotiv Jaroslavl var på väg till den första seriematchen för säsongen i Minsk. Efter att planet lyft från flygplatsen kunde det, på grund av att den flygande piloten inte slagit av luftbromsen, inte uppnå tillräcklig hastighet eller tillräcklig höjd varpå flygplanet kraschade in i en radiomast innan det störtade i floden Volga.

### Efterspel
Stefan Livs tröja med nummer 1 hissades i Kinnarps Arena den 10 januari 2012 i matchen mot Timrå IK. Stefan Liv utsågs postumt till Årets smålänning 2011 av SR Jönköping.
Stefan Liv begravdes i Sofiakyrkan i Jönköping den 2 oktober 2011, med 120 vänner och släktingar närvarande på begravningsgudstjänsten, och alla lämnade de varsin ros på kistan. Han är gravsatt på Dunkehalla kyrkogård.

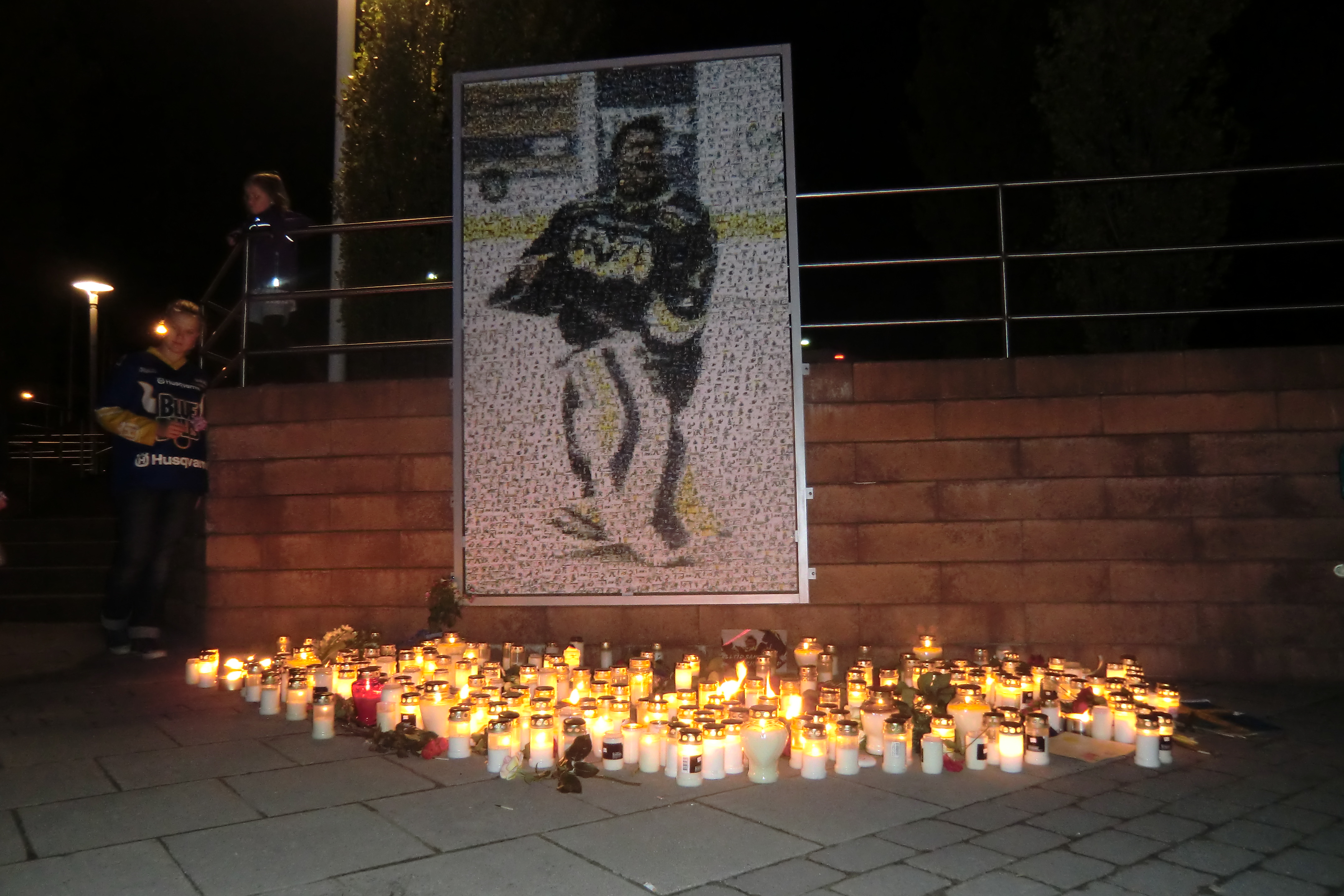
Mosaiktavla föreställande Stefan Liv den 7 september 2012.

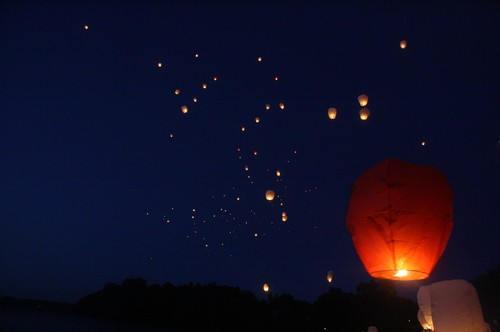
Papperslyktor släpps upp mot himlen för att hylla Stefan Liv den 7 september 2012.

Den 7 september 2012 hade ett år gått sedan olyckan, och då uppmärksammades minnet med papperslyktor som släpptes ut mot himlen, samt en mosaiktavla som avtäcktes.
Från och med slutspelet i Elitserien säsongen 2012/2013 kommer priset till SM-slutspelets bästa spelare heta Stefan Liv Memorial Trophy. Detta beslutade spelarfacket Sico för att hedra den bortgångna guldhjälten.
Den 2 augusti 2013 döptes en ny gata i Jönköping, "Stefan Livs gata", efter honom. Gatan leder till Husqvarna Garden, som är HV71:s hemmaarena.

## Meriter
- Detroit Red Wings 3:e val, 102:a totalt, i NHL-draften 2000
- Vinnare av Sweden Hockey Games 2001
- VM-brons 2002
- Elitserien All Star Game 2002
- KHL All Star Game 2011
- Honkens trofé (årets målvakt) 2002
- VM-silver 2004
- SM-guld 2004, 2008, 2010
- Elitserierekord i antal hållna nollor i slutspelet (6 gånger i SM-slutspelet 2003/2004 varav 4 stycken i finalen) 2004
- Uttagen i landslaget till Olympiska vinterspelen 2006
- OS-guld i Olympiska vinterspelen 2006
- VM-guld 2006
- Slog Jarmo Myllys rekord i antalet hållna nollor (36) 2008
- Guldpucken 2008
- SM-silver 2009
- VM-brons 2009
- Stora grabbars märke nummer 164
- Invald som nummer 96 i Svensk ishockeys Hall of Fame.

### Webbsidor
- Presentation och statistik för Stefan Liv som spelare  på Elite Prospects.